# Fjodor Petrovič Litke
Fjodor Petrovič Litke či též Fedor Petrovič Litke nebo Friedrich Benjamin von Lütke (28. září 1797 Petrohrad – 20. srpna 1882 Petrohrad) byl ruský námořník, geograf, oceánograf a objevitel německého původu. Nejvíce proslul svou cestou kolem světa v letech 1826–1829.

## Život
Jeho rodina přišla do Ruska z německého Jüterbogu v roce 1745 šířit luteránství. I Litke zůstal celý život luteránem a chodil do německých škol, takže rusky mluvil se silným přízvukem.
V roce 1813 vstoupil do námořnictva. Účastnil se Golovninovy cesty kolem světa v letech 1817–1819 na lodi Kamčatka, kde se mimo jiné setkal s Ferdinandem Wrangelem. V roce 1821 se stal velitelem brigy Novaja Zemlja, na níž pak vyplul z Archangelska k arktickému souostroví Nová země. Přitom opravil geografické údaje o mysu Kanin. V roce 1822 se vydal na další výpravu k Nové zemi. Tentokrát doplul k Nasavskému[kde?] mysu a prozkoumal západní vyústění průlivu Matočkin Šar. Za rok následovala další výprava stejným směrem, ale tentokrát uvízl na mělčinách, poškodil loď a musel výpravu předčasně ukončit.
V roce 1826 se ujal velení nové lodi, Seňavin, a vyplul s ní na tříletou cestu kolem světa – klíčovými zastávkami byly Kodaň, Portsmouth, Kanárské ostrovy, Rio de Janeiro, Valparaíso, Sitka na Aljašce (tehdejší Ruská Amerika), Petropavlovsk-Kamčatskij a Kronštadt, kde výprava končila. Důležité údaje z této expedice přinesl především čtyřměsíční oceánografický průzkum u Karolín a Marian.
V letech 1832–1850 byl vychovatelem carských synů. Během krymské války byl velitelem přístavu Kronštadt. V roce 1855 byl jmenován admirálem. Patřil k zakladatelům Ruské geografické společnosti, jejímž místopředsedou pak dlouhá léta byl. V roce 1864 byl jmenován prezidentem Ruské akademie věd. V roce 1866 získal titul hrabě.
Zemřel v Petrohradě, pohřben je na Volkovském luteránském hřbitově.